# Toussaint Rabenala
Toussaint Rabanela (Talata Ampano, 29 ottobre 1965) è un ex triplista malgascio.

## Biografia
Proveniente da una famiglia senza alcuna tradizione sportiva, Rabenala si è approcciato all'atletica leggera e ai salti in estensione agli inizi degli anni Ottanta durante le competizioni scolastiche a Fianarantsoa, entrando a far parte successivamente della squadra universitaria di Antananarivo.
Rabenala ha esordito nelle competizioni sportive nel 1985 vincendo due medaglie ai Giochi delle isole dell'Oceano Indiano a Mauritius. Nel 1987, dopo aver vinto una medaglia di bronzo ai Giochi panafricani di Nairobi e partecipato ai Campionati mondiali di Roma, Rabenala ha ottenuto un finanziamento pubblico per potersi trasferire a Bordeaux e proseguire i propri allenamenti.
Nel corso degli anni Novanta ha vinto numerose medaglie a livello continentale e regionale, ha preso parte ad alcune edizioni dei Mondiali ed è stato selezionato per la classificatosi terzo in Coppa del Mondo 1992. Ha inoltre preso parte ai Giochi olimpici di Barcellona 1992, fermandosi in qualificazione.
Oltre a gareggiare nei salti in estensione, in cui detiene il record nazionale di salto triplo e ha detenuto quello del salto in lungo, Rabenala ha fatto parte della staffetta di velocità, che ha gareggiato soprattutto in ambito locale, dal 1990 al 1998.
Ritiratosi dalla carriera agonistica nel 1999, è stato nominato allenatore della nazionale di salti agli inizi degli anni 2000. Successivamente è stato membro del Comitato Olimpico del Madagascar e ha ricoperto la carica di vice-presidente della Federazione malgascia di atletica leggera dal 2011 al 2013.
Nel 2017 ha ottenuto la medaglia all'ordine nazionale malgascio per merito sportivo.

## Record nazionali
- Salto triplo: 17,05 m ( Sotteville-lès-Rouen, 10 giugno 1989)
- Salto triplo indoor: 16,74 m ( Toronto, 13 marzo 1989)

## Palmarès
| Anno | Manifestazione                         | Sede         | Evento         | Risultato | Prestazione | Note |
| ---- | -------------------------------------- | ------------ | -------------- | --------- | ----------- | ---- |
| 1985 | Giochi delle isole dell'Oceano Indiano | Curepipe     | Salto in lungo | Argento   | 7,11 m      |      |
| 1985 | Giochi delle isole dell'Oceano Indiano | Curepipe     | Salto triplo   | Bronzo    | 14,88 m     |      |
| 1986 | Goodwill Games                         | Mosca        | Salto in lungo | nm        | nm          |      |
| 1986 | Goodwill Games                         | Mosca        | Salto triplo   | 12º       | 14,75 m     |      |
| 1987 | Giochi panafricani                     | Nairobi      | Salto triplo   | Bronzo    | 16,35 m     |      |
| 1987 | Mondiali                               | Roma         | Salto triplo   | 28º (q)   | 15,53       |      |
| 1989 | Mondiali indoor                        | Budapest     | Salto triplo   | 10º       | 16,06 m     |      |
| 1989 | Giochi della Francofonia               | Casablanca   | Salto triplo   | Oro       | 16,97 m     |      |
| 1989 | Campionati africani                    | Lagos        | Salto triplo   | Argento   | 16,80 m     |      |
| 1990 | Giochi delle isole dell'Oceano Indiano | Antananarivo | Salto in lungo | Oro       | 7,58 m      |      |
| 1990 | Giochi delle isole dell'Oceano Indiano | Antananarivo | Salto triplo   | Oro       | 17,01 m     |      |
| 1990 | Campionati africani                    | Il Cairo     | Salto triplo   | Oro       | 16,61 m     |      |
| 1991 | Mondiali                               | Tokyo        | Salto triplo   | 30º (q)   | 15,82 M     |      |
| 1992 | Campionati africani                    | Belle Vue    | Salto triplo   | Oro       | 17,04 m     |      |
| 1992 | Giochi olimpici                        | Barcellona   | Salto triplo   | 14º (q)   | 16,84 m     |      |
| 1993 | Mondiali indoor                        | Toronto      | Salto triplo   | 7º        | 16,74 m     |      |
| 1993 | Campionati africani                    | Durban       | Salto triplo   | Oro       | 16,72 m     |      |
| 1993 | Giochi delle isole dell'Oceano Indiano | Victoria     | Salto triplo   | Oro       | 17,21 m     | W    |
| 1993 | Mondiali                               | Stoccarda    | Salto triplo   | 21º (q)   | 16,81 m     |      |
| 1994 | Giochi della Francofonia               | Bondoufle    | Salto in lungo | 8º        | 7,37 m      |      |
| 1997 | Giochi della Francofonia               | Antananarivo | Salto triplo   | Oro       | 16,50 m     |      |
| 1998 | Giochi delle isole dell'Oceano Indiano | Saint-Denis  | Salto triplo   | Oro       | 16,34 m     |      |
| 1999 | Giochi panafricani                     | Johannesburg | Salto triplo   | Bronzo    | 16,60 m     |      |

## Altre competizioni internazionali
1992
- in Coppa del Mondo ( L'Avana), salto triplo - 17,03 m